# Lejbjerg Kirke
Lejbjerg Kirke var beliggende på Hadsundvej i Aalborg. Den var indrettet i en patriciervilla fra 1935. Kirken blev indviet søndag d. 9. oktober 1988 af biskop Henrik Christiansen.
Da kirken var indrettet i en villa, var der ikke noget klokketårn, men den 9. september 1990 kunne man tage en klokkestabel, udlånt af Kirkefondet, i brug.
Kirken blev taget ud af brug pr. 1. januar 2014 med sidste gudstjenester 31. december 2013.

## Eksterne kilder og henvisninger
- Lejbjerg Kirke hos KortTilKirken.dk